# مورسنگ‌چشم پشت‌رگه‌ای
مورسنگ‌چشم پشت‌رگه‌ای (نام علمی: Thamnophilus insignis) گونه‌ای از پرندگان خانواده مورچه‌مرغان است و در ونزوئلا و بخش‌های مجاور گویان و شمال برزیل یافت می‌شود.
زیستگاه طبیعی آن جنگل‌های کوهستانی نمناک نیمه‌گرمسیری یا گرمسیری است.